# پتاسیم بی‌تارترات
پتاسیم بی‌تارترات (به انگلیسی: Potassium bitartrate) یا کرم تارتار با فرمول شیمیایی KC4H5O6 یک ترکیب شیمیایی است؛ که جرم مولی آن ۱۸۸٫۱۷۷ می‌باشد. شکل ظاهری این ترکیب، پودر بلورین سفید است.